# Червената цигулка
„Червената цигулка“ (на френски: Le Violon rouge) е канадско-италиански филм от 1998 година, драма на режисьора Франсоа Жирар по негов сценарий в съавторство с Дон Маккелар.
Филмът включва няколко сюжета, свързани от историята на рядка цигулка от нейното създаване в края на XVII век в Кремона до продажбата ѝ на аукцион в края на XX век в Монреал. Главните роли се изпълняват от Самюъл Джаксън, Карло Чеки, Джейсън Флеминг, Христоф Конч, Силвия Джан.
„Червената цигулка“ печели „Оскар“ за оригинална музика на Джон Кориляно и е номиниран за „Златен глобус“ за чуждоезичен филм.